# Wikirank.net
Wikirank.net (lub WikiRank) – serwis internetowy do automatycznej oceny i porównywania artykułów w różnych wersjach językowych Wikipedii. 
Pierwsza wzmianka o serwisie w pracach naukowych miała miejsce w 2015 roku. To jedno z nielicznych narzędzi do systematycznych porównań międzyjęzykowych Wikipedii. 
Cechą charakterystyczną serwisu jest to, że umożliwia on ocenę jakości i popularności artykułów Wikipedii w skali od 0 do 100 w wyniku obliczeń miernika syntetycznego. Upraszcza to porównywanie jakości pomiędzy wersjami językowymi, które mogą mieć różne systemy oraz standardy ocen. Aby uzyskać oceny jakości i popularności, WikiRank używa różnych ważnych znormalizowanych miar, takich jak:
- długość tekstu[4][5]
- liczba referencji[6][7]
- sekcje[8][9]
- obrazki[10][11]
- liczba odwiedzin[12][13]
- oraz inne[14][15][16][17].

WikiRank opracowany na podstawie badań naukowców z Białorusi i Polski. Na początku WikiRank pozwalał porównywać jakość artykułów w 6 wersjach językowych (w białoruskim, niemieckim, angielskim, polskim, rosyjskim i ukraińskim). Teraz serwis może oceniać artykuły w ponad 50 rozwiniętych edycji językowych Wikipedii. W przyszłości planowane jest włączenie nowych środków oceny jakości, w tym sygnałów społecznościowych z Facebooka, Twittera, Reddita, VKontakte, LinkedIn i innych portali społecznościowych, a także analiza jakości referencji za pomocą Google, Bing, Yahoo!, Baidu, Yandex oraz inny wyszukiwarek.
WikiRank służy również do celów dydaktycznych w różnych instytucjach (np. na Uniwersytecie Warszawskim).
Miary dostarczone przez WikiRank wykorzystywane w ocenie jakości infoboksów. Możliwe jest pobieranie zestawów danych z wynikami WikiRank dla ponad 37 milionów artykułów Wikipedii.
W listopadzie 2018 roku usługa zaczęła wykorzystywać dane z DBpedii i Wikidanych do wyświetlania informacji z różnych rankingów tematycznych.